# يلينا شبيريتش
يلينا شبيريتش (بالإنجليزية: Jelena Spirić)‏ مواليد 11 أغسطس 1983 في بلغراد، جمهورية يوغوسلافيا الاشتراكية الاتحادية، هي لاعبة كرة سلة صربية سابقة. اعتزلت اللعب في 2008. لعبت مع نادي بارتيزان لكرة السلة للسيدات ونادي بشكتاش لكرة السلة للسيدات. كما مثلت منتخب صربيا للسيدات.

## روابط خارجية
- يلينا شبيريتش على موقع كرة السلة الأوروبية.كوم (الإنجليزية)
- يلينا شبيريتش على موقع كلية كرة السلة في سبورتس رفرنس.كوم (الإنجليزية)